# Diospyros pendula
Diospyros pendula är en tvåhjärtbladig växtart som beskrevs av Johan Coenraad van Hasselt och Justus Carl Hasskarl. Diospyros pendula ingår i släktet Diospyros och familjen Ebenaceae.

## Underarter
Arten delas in i följande underarter:
- D. p. schmidtii
- D. p. schmidtii